# Order Ludwika (Hesja)
Order Ludwika (niem. Ludwigsorden) – najwyższy order Wielkiego Księstwa Hesji ustanowiony 25 sierpnia 1807 przez Ludwika I Heskiego. Nazwę i statuty otrzymał dopiero 14 grudnia 1831. Był nadawany za chwalebne zasługi cywilne i wojskowe, a jego I klasa przeznaczona była dla osób od rangi księcia wzwyż i dygnitarzy z tytułem „ekscelencja”. W latach 1840–1876 na drugim miejscu w hierarchii starszeństwa heskich odznaczeń znajdował się Order Zasługi Filipa Wspaniałomyślnego, który spadł na trzecie miejsce po wznowieniu Orderu Domowego Lwa Złotego, dawnego najwyższego orderu Hesji-Kassel. Order Ludwika został zniesiony w 1919 wraz ze wszystkimi innymi niemieckimi odznaczeniami państwowymi.
Podział orderu:
- Krzyż Wielki,
- Krzyż Komandorski I Klasy,
- Krzyż Komandorski II Klasy,
- Krzyż Kawalerski I Klasy,
- Krzyż Kawalerski II Klasy,

oraz dodatkowo:
- Medal Zasługi.

Wielcy Mistrzowie orderu:
- Ludwik I (1807–1830)
- Ludwik II (1830–1848)
- Ludwik III (1848–1877)
- Ludwik IV (1877–1892)
- Ernest Ludwik (1892–1919)